# أبو منجل قرمزي
أبو منجل القرمزي (Eudocimus ruber) هو طائر ينتمي لجنس Eudocimus والذي ينتمي إلى عائلة أبو منجليات، وهو طائر يسكن في أنحاء أميركا الجنوبية في النطاق المداري وكذلك ترينيداد وتوباغو ، وهو الطائر الوطني لترينيداد وتوباغو.
- يصل طول البالغين 56-61 سم ووزنها 650 غ، وهو تماما قرمزي اللون باستثناء نهاية الجناحين وهما أسودان. وتضع عشها فوق الأشجار بها إثنتين من البيوض، وتتغذى على الحيوانات التي تعيش في المياه الاستوائية وكذلك الأسماك والزواحف والقشريات وأبرزها السرطانات الحمراء التي تتواجد في المستنقعات الاستوائية. العمر الافتراضي لأبو منجل القرمزي يقرب من 15 عاما في البرية و20 عاما في الأسر.
- هذا النوع وثيق الصلة لطائر أبو منجل الأبيض الأمريكي صباحا ويعتبر مصاحبا له في بعض الأحيان.

## صور

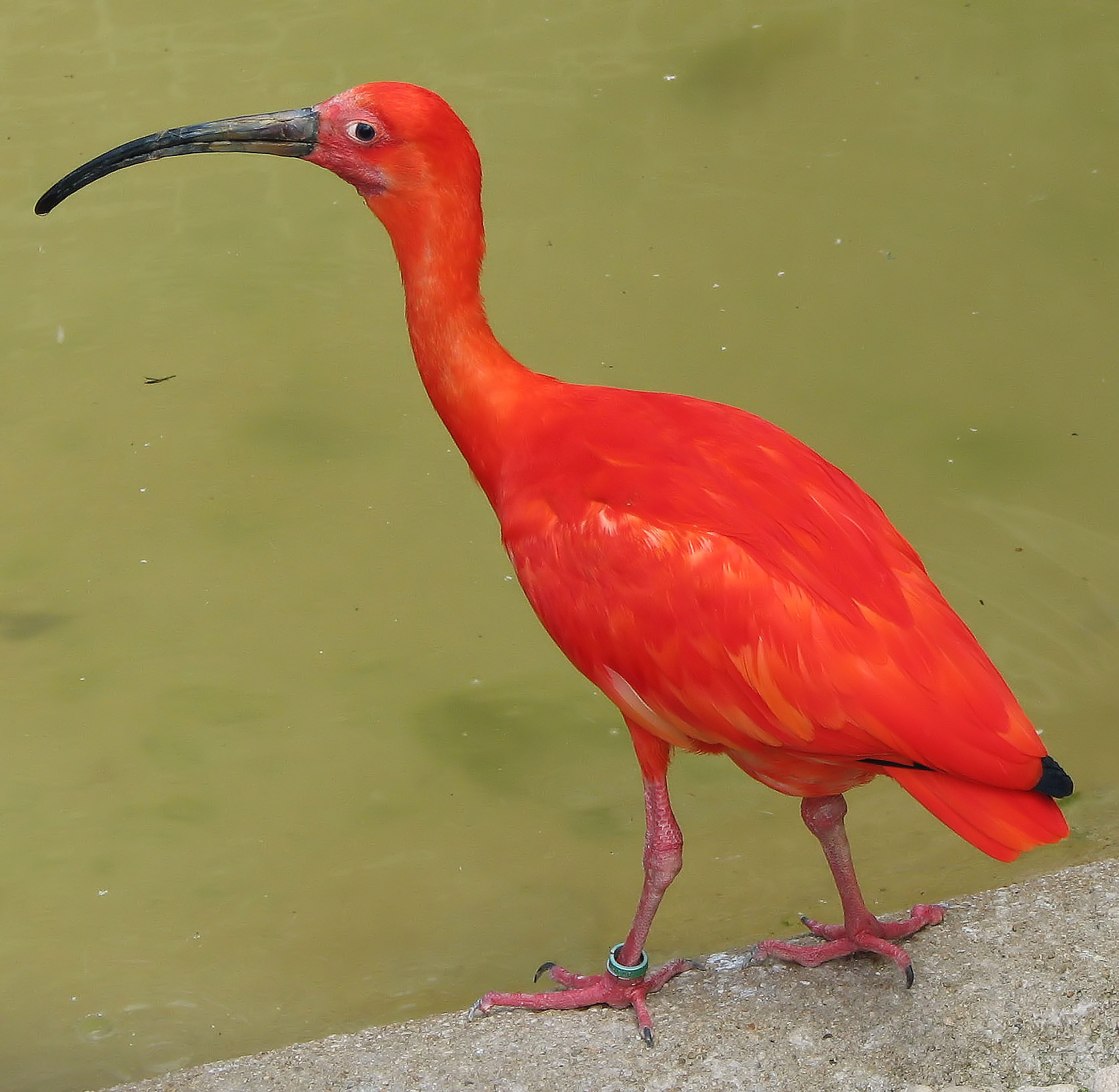
أبو منجل قرمزي بالغ
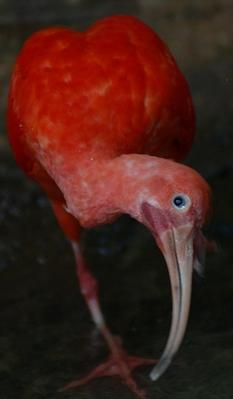
أبو منجل القرمزي
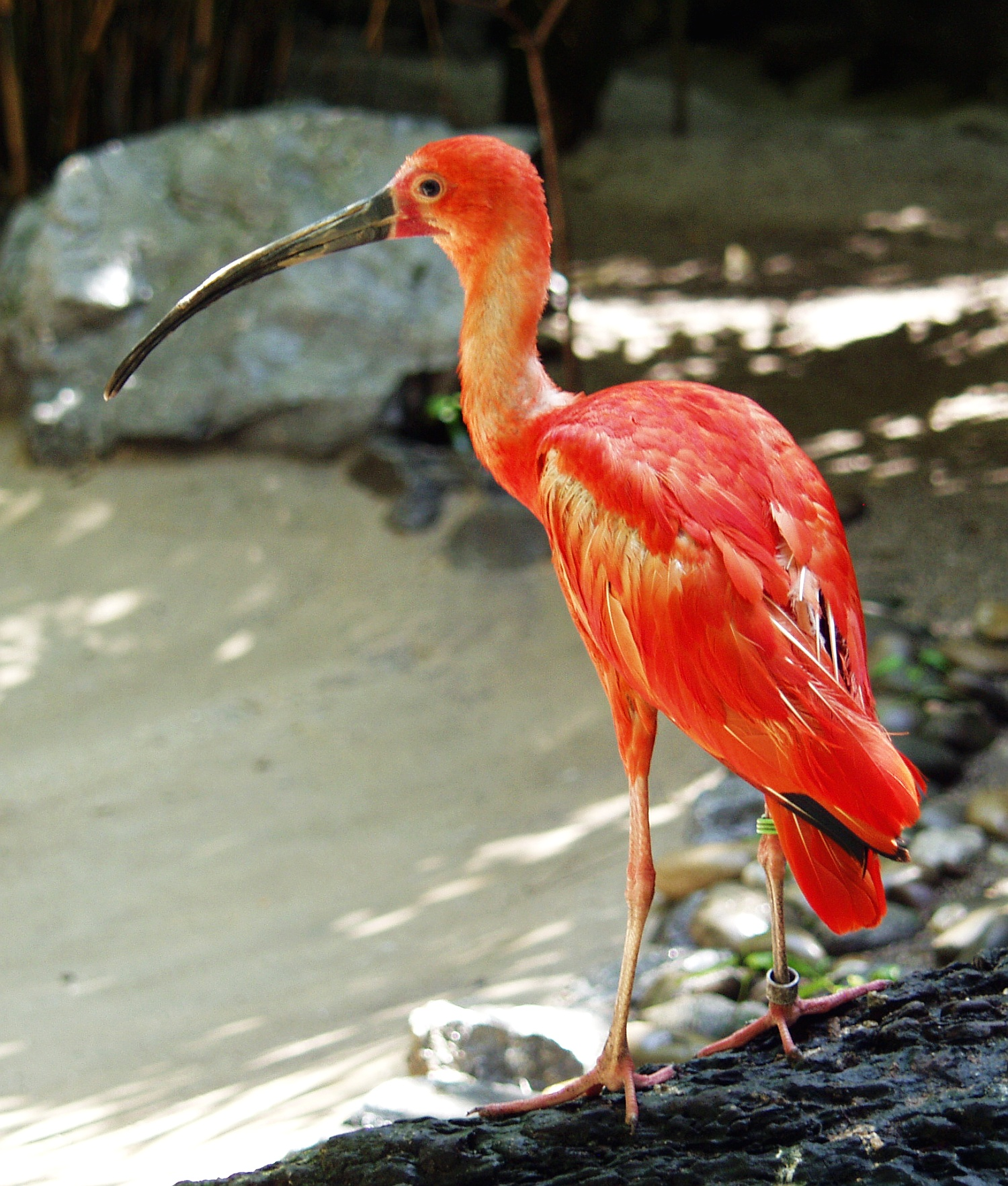
أبو منجل قرمزي يافع.
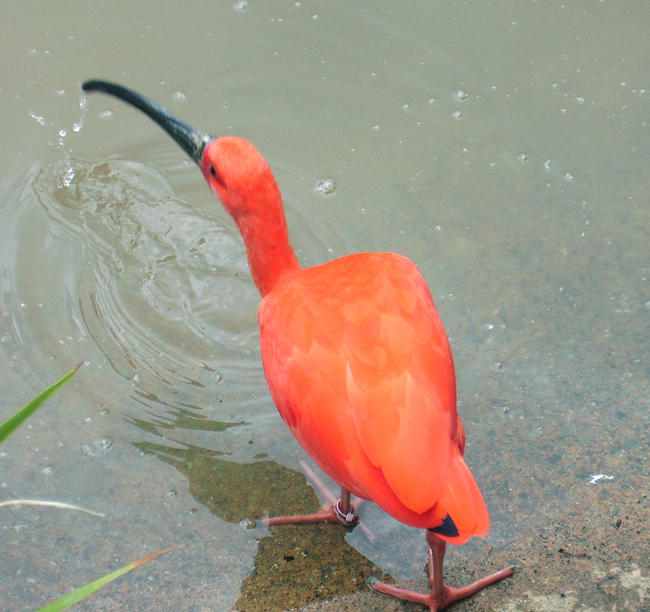
أبو منجل قرمزي في سي وورلد، كاليفورنيا.
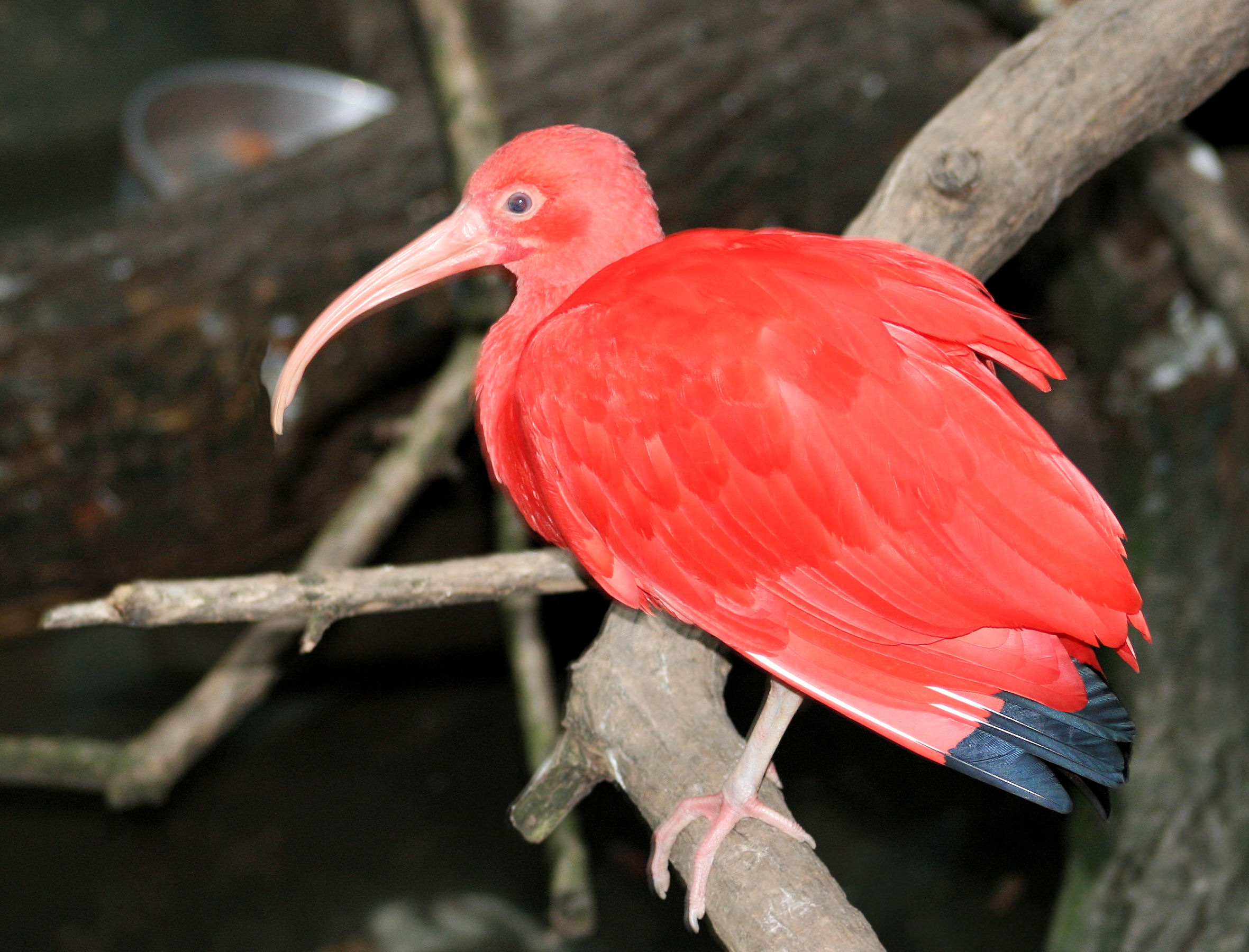
قي حديقة الحيوانات ببرونكس، نيويورك، الولايات المتحدة.
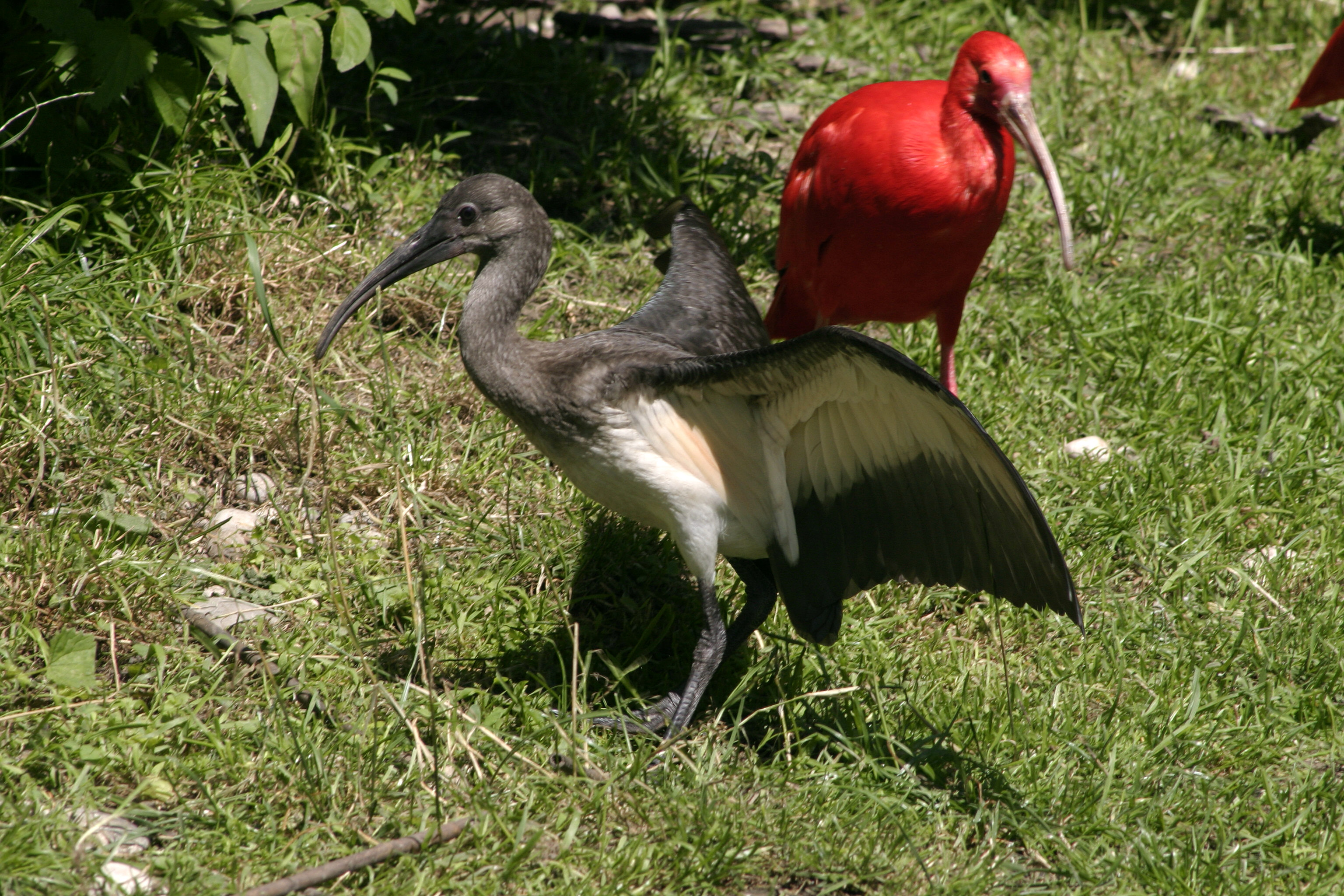
أبو منجل قرمزي شاب.
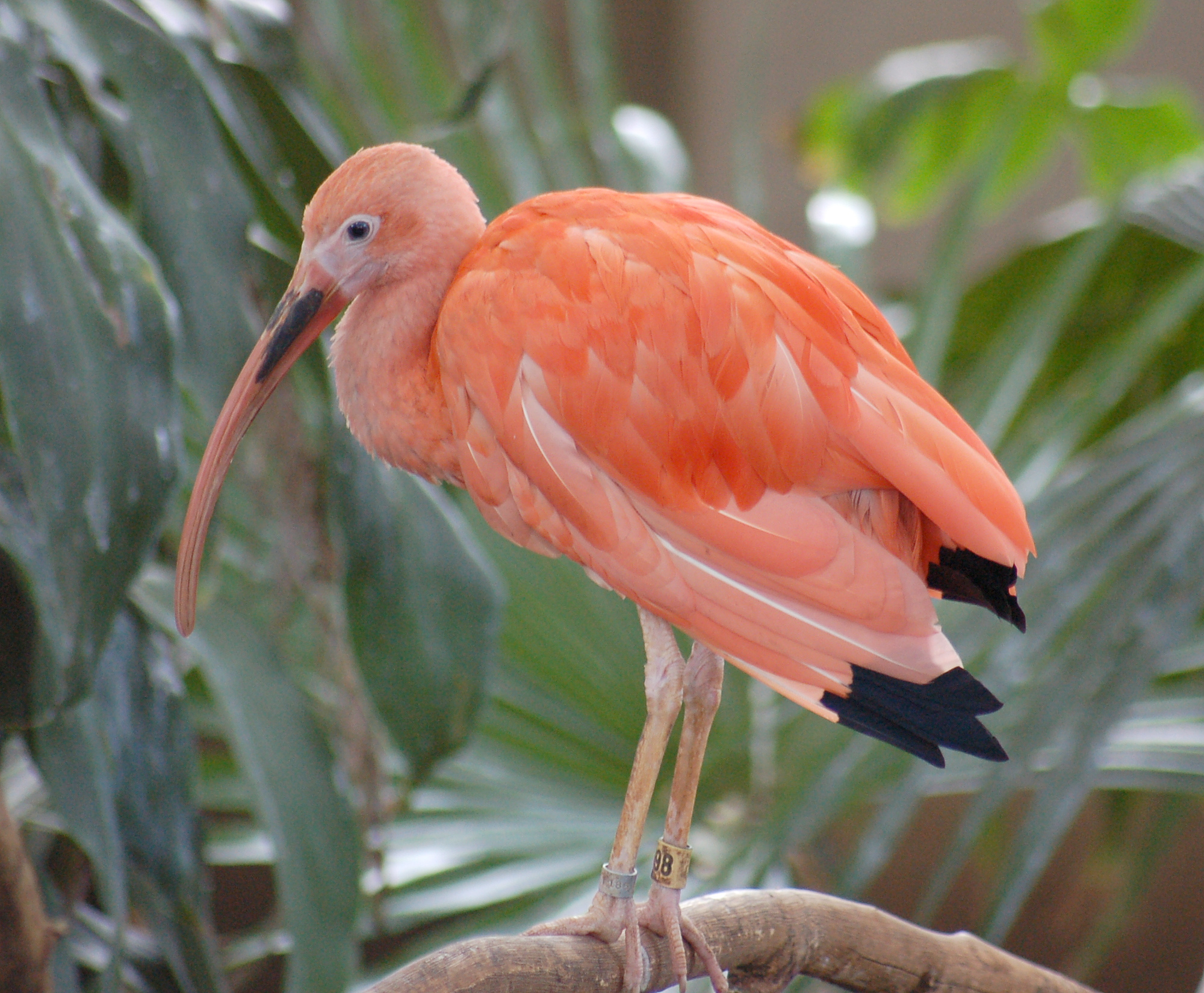
أبو منجل قرمزي فاتح اللون.
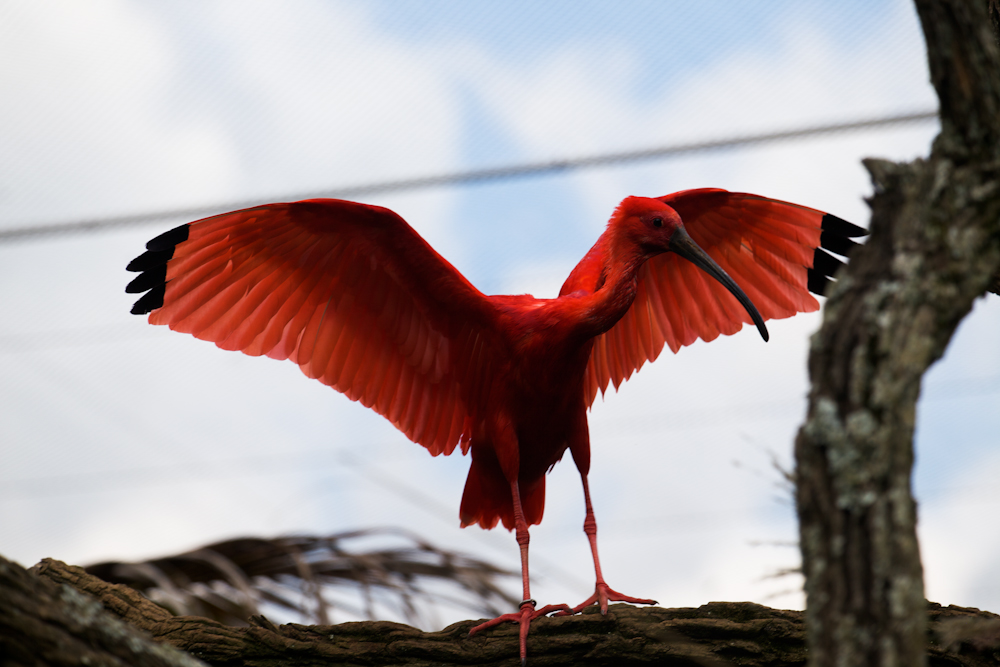
أبو منجل قرمزي فاتح أجنحته.
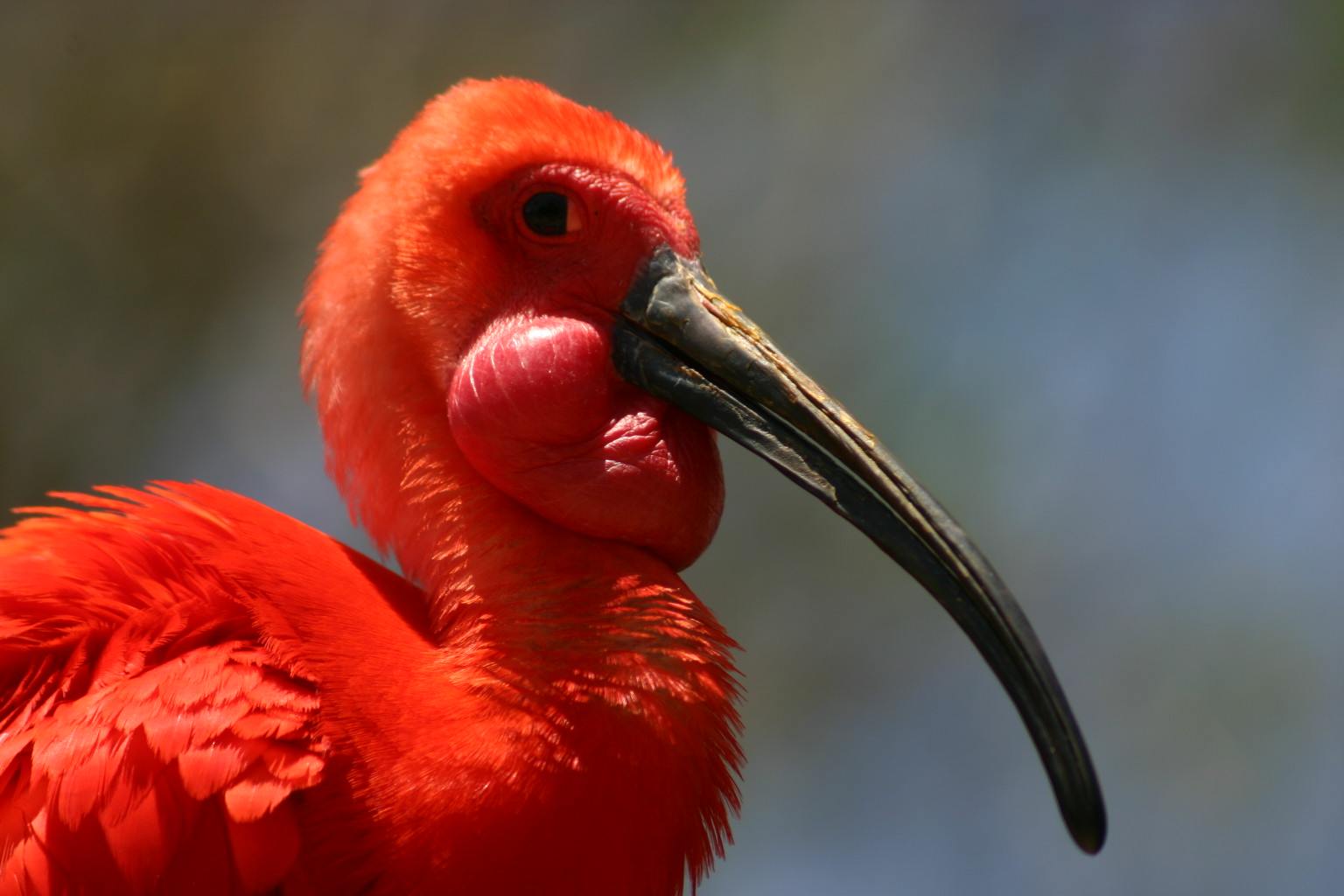
أبو منجل قرمزي بالغ.